# Hilde Gerg
Mathilde Gerg, detta Hilde (Bad Tölz, 19 ottobre 1975), è un'ex sciatrice alpina tedesca.
Atleta polivalente, è stata assieme a Martina Ertl e Katja Seizinger una delle atlete di punta della nazionale tedesca negli anni 1990 ed è stata portabandiera della Germania durante la cerimonia di apertura dei XIX Giochi olimpici invernali di Salt Lake City 2002. Nel suo palmarès vanta, tra l'altro, un oro olimpico, uno iridato e due Coppe del Mondo di supergigante.

## Biografia

### Stagioni 1992-1997
Sciatrice polivalente originaria di Lenggries, la Gerg debuttò in campo internazionale ai Mondiali juniores di Maribor 1992. In Coppa del Mondo ottenne il suo primo piazzamento di rilievo il 17 gennaio 1993 a Cortina d'Ampezzo, classificandosi 23ª in slalom speciale, e il primo podio il 6 febbraio 1994 in Sierra Nevada, quando vinse il supergigante in programma. Nello stesso anno esordì ai Giochi olimpici invernali a Lillehammer 1994, dove fu 18ª nel supergigante, 8ª nella combinata e non completò lo slalom gigante e lo slalom speciale, e vinse la medaglia d'oro nel supergigante ai Mondiali juniores di Lake Placid.
Esordì ai Campionati mondiali nella rassegna iridata di Sierra Nevada 1996, dove si classificò 19ª nel supergigante, 17ª nello slalom gigante, 13ª nello slalom speciale e 10ª nella combinata; l'anno dopo ai Mondiali di Sestriere gareggiò in tutte le specialità: vinse due medaglie di bronzo, nel supergigante e nella combinata, e si piazzò 15ª nella discesa libera, 14ª nello slalom gigante e 6ª nello slalom speciale. In quella stessa stagione 1996-1997 vinse la sua prima Coppa del Mondo di supergigante con 16 punti di vantaggio sulla seconda classificata, la sua connazionale Katja Seizinger, e fu 3ª nella classifica generale, con sette podi (una vittoria).

### Stagioni 1998-1999
Ai XVIII Giochi olimpici invernali di Nagano 1998 vinse la medaglia d'oro nello slalom speciale, quella di bronzo nella combinata e fu 9ª nella discesa libera, 10ª nel supergigante e 13ª nello slalom gigante. Quell'anno in Coppa del Mondo ottenne il maggior numero di podi stagionali della sua carriera, dieci, con quattro vittorie; vinse inoltre la classifica di combinata (che all'epoca non prevedeva l'assegnazione di alcun trofeo) e fu nuovamente 3ª nella classifica generale.
Nel 1999 partecipò ai Mondiali di Vail/Beaver Creek classificandosi 12ª nella discesa libera, 4ª nel supergigante e nella combinata e non completando slalom gigante e slalom speciale. Chiuse poi la stagione di Coppa del Mondo al 2º posto nella classifica generale a 493 punti dalla vincitrice, l'austriaca Alexandra Meissnitzer, e al primo in quella di combinata; i suoi podi furono otto, con tre vittorie.

### Stagioni 2000-2002
Nelle stagioni 1999-2000 e 2000-2001 la sciatrice bavarese non riuscì più a primeggiare in Coppa del Mondo, ma ai Mondiali di Sankt Anton am Arlberg 2001 vinse un'altra medaglia iridata, il bronzo nel supergigante, e si piazzò 6ª nella discesa libera.
Ai XIX Giochi olimpici invernali di Salt Lake City 2002, sua ultima partecipazione olimpica, dopo esser stata portabandiera della Germania durante la cerimonia di apertura ottenne il 4º posto nella discesa libera, il 5º nel supergigante e non concluse la combinata. Quell'anno in Coppa del Mondo tornò ai vertici della disciplina: salì sei volte sul podio, con quattro vittorie, vinse la sua seconda coppa di cristallo di supergigante con 107 punti di vantaggio sulla Meissnitzer e fu 4ª nella classifica generale.

### Stagioni 2003-2005
Nella stagione 2002-2003 non ottenne piazzamenti di rilievo nelle classifiche di Coppa del Mondo, nonostante quattro podi (due le vittorie), e ai Mondiali di Sankt Moritz si piazzò 14ª nella discesa libera e 20ª nel supergigante. L'anno dopo invece, dopo aver conquistato otto podi con due vittorie, fu 4ª nella classifica generale e 2ª in quella di discesa libera staccata di 134 punti dalla vincitrice, l'austriaca Renate Götschl.
Anche nel 2004-2005 fu superata dalla Götschl nella classifica di discesa libera, di 72 punti; i suoi podi quell'anno furono sette, con due vittorie tra le quali l'ultima della carriera della Gerg, nel supergigante di Sankt Moritz del 21 dicembre. Si congedò dai Campionati mondiali con l'8º posto nella discesa libera e il 13º nel supergigante della rassegna iridata di Bormio/Santa Caterina Valfurva, dove vinse anche la medaglia d'oro nella gara a squadre; in Coppa del Mondo salì per l'ultima volta sul podio il 10 marzo a Lenzerheide in discesa libera (3ª) e disputò l'ultima gara il giorno successivo nella medesima località, il supergigante che chiuse al 20º posto. La sua ultima gara in carriera fu la discesa libera di Altenmarkt-Zauchensee del 17 marzo seguente, valida per i Campionati tedeschi juniores 2005. Era moglie di Wolfgang Graßl, ex sciatore e poi suo allenatore, morto nel 2010.

## Palmarès

### Olimpiadi
- 2 medaglie:
  - 1 oro (slalom speciale a Nagano 1998)
  - 1 bronzo (combinata a Nagano 1998)

### Mondiali
- 4 medaglie:
  - 1 oro (gara a squadre a Bormio/Santa Caterina Valfurva 2005)
  - 3 bronzi (supergigante, combinata a Sestriere 1997; supergigante a Sankt Anton am Arlberg 2001)

### Mondiali juniores
- 1 medaglia:
  - 1 oro (supergigante a Lake Placid 1994)

### Coppa del Mondo
- Miglior piazzamento in classifica generale: 2ª nel 1999
- Vincitrice della Coppa del Mondo di supergigante nel 1997 e nel 2002
- Vincitrice della classifica di combinata nel 1998 e nel 1999[3]
- 59 podi:
  - 20 vittorie
  - 17 secondi posti
  - 22 terzi posti

#### Coppa del Mondo - vittorie
| Data             | Località             | Paese       | Specialità |
| ---------------- | -------------------- | ----------- | ---------- |
| 6 febbraio 1994  | Sierra Nevada        | Spagna      | SG         |
| 12 dicembre 1996 | Val-d'Isère          | Francia     | SG         |
| 28 novembre 1997 | Mammoth Mountain     | Stati Uniti | PR         |
| 20 dicembre 1997 | Val-d'Isère          | Francia     | KB         |
| 11 gennaio 1998  | Bormio               | Italia      | SL         |
| 31 gennaio 1998  | Åre                  | Svezia      | KB         |
| 18 dicembre 1998 | Veysonnaz            | Svizzera    | DH         |
| 20 dicembre 1998 | Veysonnaz            | Svizzera    | KB         |
| 2 gennaio 1999   | Maribor              | Slovenia    | SG         |
| 8 marzo 2001     | Åre                  | Svezia      | DH         |
| 15 dicembre 2002 | Val-d'Isère          | Francia     | SG         |
| 11 gennaio 2002  | Saalbach-Hinterglemm | Austria     | DH         |
| 12 gennaio 2002  | Saalbach-Hinterglemm | Austria     | DH         |
| 25 gennaio 2002  | Cortina d'Ampezzo    | Italia      | SG         |
| 29 novembre 2002 | Aspen                | Stati Uniti | SG         |
| 6 dicembre 2002  | Lake Louise          | Canada      | DH         |
| 11 gennaio 2004  | Veysonnaz            | Svizzera    | SG         |
| 17 gennaio 2004  | Cortina d'Ampezzo    | Italia      | DH         |
| 4 dicembre 2004  | Lake Louise          | Canada      | DH         |
| 21 dicembre 2004 | Sankt Moritz         | Svizzera    | SG         |

Legenda:

DH = discesa libera

SG = supergigante

SL = slalom speciale

KB = combinata

PR = slalom parallelo

### Coppa Europa
- Miglior piazzamento in classifica generale: 4ª nel 1993

### Nor-Am Cup
- Miglior piazzamento in classifica generale: 73ª nel 2001
- 1 podio:
  - 1 terzo posto

### South American Cup
- 1 podio:
  - 1 secondo posto

### Campionati tedeschi
- 7 medaglie[4]:
  - 2 ori (supergigante nel 1997; discesa libera nel 2005)
  - 1 argento (slalom gigante nel 2001)
  - 4 bronzi (slalom gigante nel 1994; slalom gigante nel 1996; slalom gigante nel 1999; slalom gigante nel 2004)

## Statistiche

### Podi in Coppa del Mondo
| Stagione/Specialità | Discesa libera | Discesa libera | Discesa libera | Supergigante | Supergigante | Supergigante | Slalom gigante | Slalom gigante | Slalom gigante | Slalom speciale | Slalom speciale | Slalom speciale | Combinata | Combinata | Combinata | Slalom parallelo | Slalom parallelo | Slalom parallelo | Podi totali |
| ------------------- | -------------- | -------------- | -------------- | ------------ | ------------ | ------------ | -------------- | -------------- | -------------- | --------------- | --------------- | --------------- | --------- | --------- | --------- | ---------------- | ---------------- | ---------------- | ----------- |
| Stagione/Specialità | 1º             | 2º             | 3º             | 1º           | 2º           | 3º           | 1º             | 2º             | 3º             | 1º              | 2º              | 3º              | 1º        | 2º        | 3º        | 1º               | 2º               | 3º               | Podi totali |
| 1993                |                |                |                |              |              |              |                |                |                |                 |                 |                 |           |           |           |                  |                  |                  | 0           |
| 1994                |                |                |                | 1            |              | 1            |                |                |                |                 |                 |                 |           |           |           |                  |                  |                  | 2           |
| 1995                |                |                |                |              |              |              |                |                |                |                 |                 |                 |           |           |           |                  |                  |                  | 0           |
| 1996                |                |                |                |              |              | 1            |                |                |                |                 |                 |                 |           |           | 1         |                  |                  |                  | 2           |
| 1997                |                | 1              |                | 1            | 3            |              |                |                | 1              |                 |                 |                 |           | 1         |           |                  |                  |                  | 7           |
| 1998                |                | 1              |                |              | 1            | 1            |                |                |                | 1               | 2               | 1               | 2         |           |           | 1                |                  |                  | 10          |
| 1999                | 1              |                | 2              | 1            |              | 1            |                |                |                |                 | 1               |                 | 1         | 1         |           |                  |                  |                  | 8           |
| 2000                |                | 1              | 1              |              | 2            |              |                |                |                |                 |                 |                 |           |           |           |                  |                  |                  | 4           |
| 2001                | 1              |                |                |              |              |              |                |                |                |                 |                 |                 |           |           |           |                  |                  |                  | 1           |
| 2002                | 2              |                | 1              | 2            |              | 1            |                |                |                |                 |                 |                 |           |           |           |                  |                  |                  | 6           |
| 2003                | 1              |                | 1              | 1            |              | 1            |                |                |                |                 |                 |                 |           |           |           |                  |                  |                  | 4           |
| 2004                | 1              | 3              |                | 1            |              | 3            |                |                |                |                 |                 |                 |           |           |           |                  |                  |                  | 8           |
| 2005                | 1              |                | 5              | 1            |              |              |                |                |                |                 |                 |                 |           |           |           |                  |                  |                  | 7           |
| Totale              | 7              | 6              | 10             | 8            | 6            | 9            | 0              | 0              | 1              | 1               | 3               | 1               | 3         | 2         | 1         | 1                | 0                | 0                | 59          |
| Totale              | 23             | 23             | 23             | 23           | 23           | 23           | 1              | 1              | 1              | 5               | 5               | 5               | 6         | 6         | 6         | 1                | 1                | 1                | 59          |